# Sutra Śurangama

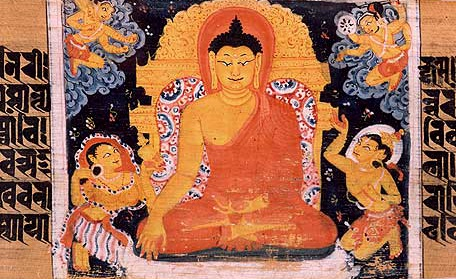
Gautama Buddha

Sutra Śurangama (sanskryt: Śūraṅgama Sūtra „Sutra bohaterska”" chiń. 楞嚴經 léngyán jīng; jap. Ryōgen-kyō) — jedna z najważniejszych sutr buddyjskich. Nie zachował się oryginał sanskrycki, przetrwała jedynie w przekładzie chińskim. Wywarła istotny wpływ na rozwój mahajany w Chinach. Popularna zwłaszcza w tradycji zen. Omawia znaczenie samadhi i opisuje metody medytacji nad pustką (śunjata).